# З'їзд поневолених народів Росії

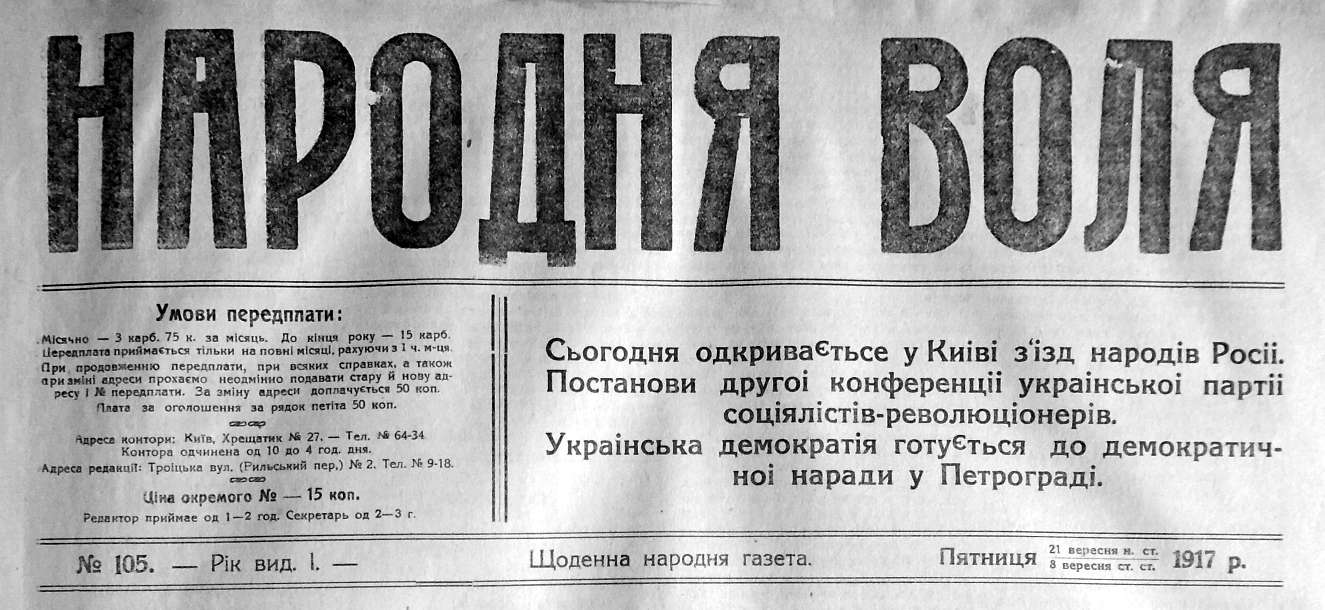
Оголошення про відкриття з'їзду в київській газеті «Народна воля» 8 (21) вересня 1917 р.

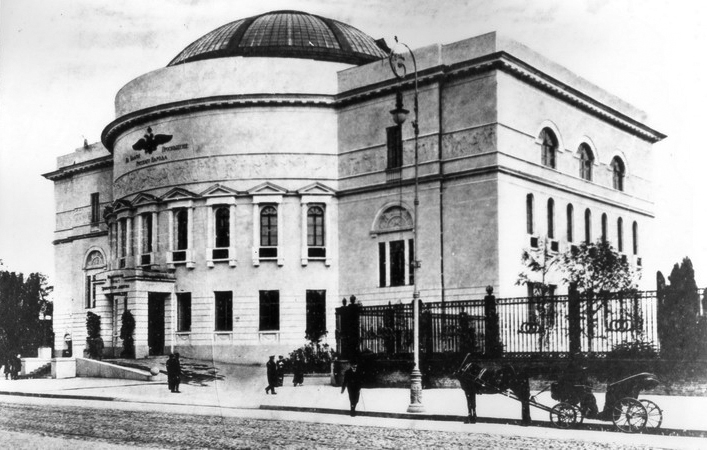
Місце проведення з’їзду – Педагогічний музей, де працювала Українська Центральна Рада (нині Будинок Учителя, Київ).

З'ї́зд понево́лених наро́дів (також З'їзд народів Росії) (8(21)-15(28) вересня 1917 року) — форум представників народів колишньої Російської імперії, які заснували свої національні організації і виступали за федеративно-демократичний принцип устрою Російської республіки, що пройшов у Києві у вересні 1917 року. Деякі представники з'їзду відстоювали повну державну незалежність окремих держав.

## Історія
Перша світова війна та Лютнева революція принесли надію, що різні  національні  спільноти  зможуть розширити рамки своїх свобод.
З'їзд був скликаний у Києві з ініціативи Української Центральної Ради з метою розв'язати цивілізованим шляхом корінні національні проблеми. «Золотим сном народів» пізніше назвав з'їзд Михайло Грушевський. На ньому представники різних національностей спробували визначити свою подальшу долю, принципи співжиття та історичну перспективу під час розпаду Російської імперії
З'їзд проходив в приміщенні Педагогічного музею. У його роботі взяли участь 92 делегати від 20 національностей, зокрема: українців, поляків, литовців, естонців, латишів, грузинів, євреїв, білорусів, молдован, козаків, донських козаків, бурятів, татар, кримських татар, тюркських та мусульманських організацій, Ради соціалістичних партій Росії.
Почесним головою з'їзду був Михайло Грушевський, голова Центральної Ради. Тимчасовий уряд Росії представляв Максим Славинський, який очолював Особливу нараду з провінціальної реформи та був членом Конституційно-демократична партії (кадетів). Вісім делегатів-українців від різних політичних партій об'єдналися на платформі національно-територіальної автономії. Від латишів було десять представників, у тому числі майбутній прем’єр-міністр Зіґфрід Анна Меєровіц. Естонців представляв майбутній міністр закордонних справ Антс Пійп. Литовці, представлені дев'ятьма чоловіками, включаючи Аугустінаса Вольдемараса, Антанаса Тумєнаса та Юозаса Тумаса, вимагали повної незалежності Литви.
Делегати з'їзду відзначили провідну роль України у перебудові Росії на нових засадах, підтримали її політичний курс на автономію. В цілому склад з'їзду віддзеркалював рівень тогочасної політичної думки, в якій ідеї федералізму переважали над самостійницькими. Хоча федералізм для учасників форуму означав не відмову від національної незалежності, а найдоцільнішу на той час форму її здійснення, не як кінцеву мету, а як важливий етап на шляху до федерації Європи і в майбутньому до федерації всього світу. Крім поляків та литовців, які відстоювали повну державну незалежність Польщі та Литви, та єврейських делегатів, які порушували питання утворення єврейської держави в Палестині, решта представників національних рухів підтримала ідею перетворення колишньої «тюрми народів» на федеративну демократичну республіку.
Однією з найяскравіших була промова Михайла Грушевського, голови Центральної Ради і почесного голови з'їзду. Він визначив тогочасну позицію української сторони і свою концепцію федералізму:
«Україна не йде через федералізм до самостійності, бо державна незалежність лежить не перед нами, а за нами. Ми вже раніше об'єднались з Росією як незалежна держава і своїх прав ніколи не зрікалися. … Ми не будемо казати, що ми любимо російську республіку, бо до сеї пори ми від неї нічого доброго для себе не бачили. … Наші симпатії може придбати той „палац народів“, який ми хочемо зробити з Росії».

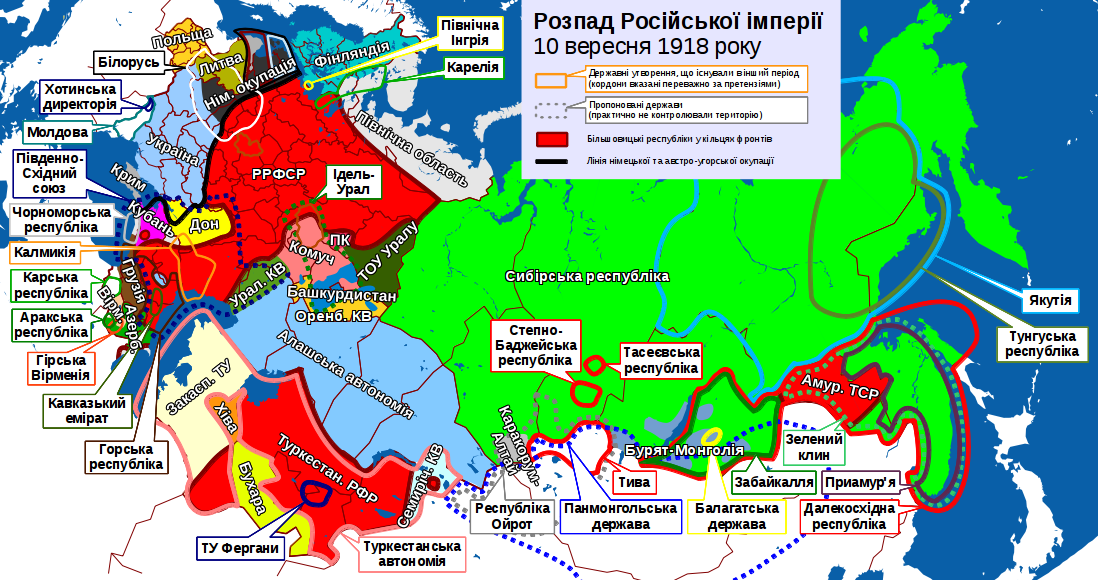
Новоутворені держави народів колишньої імперії у вересні 1918

Найважливішим документом з'їзду стала постанова «Про федеративний устрій Російської держави», в якій засуджувалася надмірна централізація законодавчої та виконавчої влади, що гальмувало розвиток держави. Делегати з'їзду ухвалили, що поряд з Всеросійськими Установчими зборами будуть скликані крайові Установчі збори для встановлення форм відносин з центральними органами, а також форм внутрішнього устрою автономної одиниці. Постанова «Про загальнодержавну та крайові мови» надавала рівноправного статусу національним мовам. Загальнодержавною визнавалася російська, в окремих державах, частинах федерації — одна або кілька крайових мов. Щодо школи, церкви і суду загальнодержавна мова не повинна була мати жодної переваги над іншими крайовими мовами.
Для практичного вирішення завдань національного та крайового автономно-федеративного будівництва з'їзд обрав Раду народів з місцеперебуванням у Києві. В основу формування цього органу покладено принцип рівного представництва (4 члени від кожного народу, делегати якого брали участь у роботі з'їзду). Організаційне засідання Ради відбулося 16 (29) вересня 1917 року. Головою обрали Михайла Грушевського, секретарем — Миколу Любинського. Друкованим органом став журнал «Свободный союз» (вийшло два числа у жовтні та листопаді 1917 року в друкарні Української Центральної Ради).
По закінченню з’їзду Генеральний Секретаріат в кінці вересня видав свою декларацію щодо скликання Всеукраїнських установчих зборів, які будуть мати пріоритет перед Всеросійськими
Після Жовтневого перевороту діяльність Ради припинилася: перед поневоленими народами постали інші завдання.